# めぐ恵
めぐ恵（めぐけい-、12月19日 - ）は日本の漫画家。大阪府出身。血液型はAB型。
りぼん漫画スクール2007年5月号で準りぼん賞を受賞した『きずあと』でデビュー。
デビュー当時は「乃川みめぐ」名義だったがデビュー作が掲載されてから「めぐ恵」となった。

## 作品
- きずあと（デビュー作・2007年夏休み大増刊号りぼんスペシャル掲載）
- 鼓動（2007年お正月大増刊号りぼんスペシャル掲載）
- 奪ってく（2009年夏の大増刊号りぼんスペシャルダイヤ掲載）